# 湖沼水質保全特別措置法
湖沼水質保全特別措置法（こしょうすいしつほぜんとくべつそちほう、昭和59年法律第61号）は、湖や沼における水質汚濁の防止に関する日本の法律である。
湖沼の水質の保全を図るため、必要な規制を行う等の特別の措置を講じ、国民の健康で文化的な生活の確保に寄与することを目的としている（第1条）。

## 主務官庁
- 環境省水・大気環境局環境管理課環境汚染対策室

連携
- 国土交通省水管理・国土保全局上下水道企画課
- 農林水産省農村振興局整備部水資源課

## 策定の経緯
湖沼は、水域が閉鎖的であるため、水質汚濁がおこりやすく、水質汚濁が起こってしまうと、元の状態に戻りにくい性質を持っている。水質汚濁防止法では、工場・事業所などからの排出水を規制しているが、これだけでは、湖沼の保全のための効果が十分でなかった。水質汚濁防止法で規制されていない、生活系、農林水産系などの排出水も対策する必要があった。このため、昭和59年に水質汚濁防止法の特別措置として、湖沼水質保全特別措置法を制定し、総合的かつ計画的な水質保全施策の推進を図ることとなった。

## 内容
環境大臣が水質環境基準の確保が必要な湖沼を指定し、水質保全のために計画を策定すること、下水道整備事業の推進をすること、水質汚濁に対する規制等をおこなうこと、湖沼周辺の自然環境の保護等もおこなうことが主な内容である。
湖沼法による指定後10～20年が経過した指定の10湖沼の水質は、平成15年度は琵琶湖（北湖）、諏訪湖、野尻湖において全リンの環境基準値を満たしただけで、他の湖沼や基準項目では基準値に達していない。長期的な傾向をみても、いくつかの指定湖沼で水質の悪化が進んでいる。

## 指定湖沼
指定湖沼は2018年10月現在、11湖沼ある。カッコ内は指定地域を含む都道府県。
1985年12月から指定
- 琵琶湖（滋賀県･京都府）
- 霞ヶ浦（茨城県･千葉県･栃木県）
- 印旛沼（千葉県）
- 手賀沼（千葉県）
- 児島湖（岡山県）

1986年10月から指定
- 諏訪湖（長野県）

1987年9月から指定
- 釜房ダム貯水池（宮城県）

1989年1月から指定
- 中海（島根県･鳥取県）
- 宍道湖（島根県）

1994年10月から指定
- 野尻湖（長野県）

2007年12月から指定
- 八郎湖（秋田県）

## 構成
- 第1章 総則（第1条・第2条）
- 第2章 指定湖沼の水質の保全に関する計画等（第3条 - 第6条）
- 第3章 指定湖沼の水質の保全に関する特別の措置
  - 第1節 湖沼特定事業場等に関する措置（第7条 - 第14条）
  - 第2節 指定施設等に関する措置（第15条 - 第22条）
  - 第3節 汚濁負荷量の総量の削減等（第23条・第24条）
  - 第4節 流出水対策の推進（第25条 - 第28条）
  - 第5節 湖辺環境等の保護（第29条 - 第36条）
- 第4章 雑則（第37条 - 第43条）
- 第5章 罰則（第44条 - 第49条）
- 附則

## 平成17年の改正
法施行後20年以上が経過した現在も湖沼の水質改善が停滞しており、一層の水質改善を図るために改正された。

### 改正の概要
- 湖沼に流入する汚濁負荷の一層の削減 
  - 流出水対策地区の新設 
    - 農地・市街地等から流出する汚濁負荷への対策が必要な地域を指定
    - 流出水対策計画を策定し、流出水対策のための措置を推進
- 工場・事業場に対する規制の見直し 
  - これまでは新増設の工場・事業場についてのみ実施していた負荷量規制を、既設事業場 に対しても適用
- 水質浄化機能を確保するための湖辺の環境の適正な保護 
  - 湖辺環境保護地区の新設 
    - 水質の保全のために特に保護が必要な地域（例：湖辺のヨシ原）を指定
    - 植物の採取等について届出を義務づけ
- その他 
  - 湖沼計画の策定手続に、関係住民の意見聴取を位置づけ

### 法令に関するもの
- 湖沼水質保全特別措置法　e-Gov法令検索
  - 湖沼水質保全特別措置法施行令）　e-Gov法令検索
  - 湖沼水質保全特別措置法施行規則　e-Gov法令検索
- 逐条解説「湖沼水質保全特別措置法」（環境省･2007年9月･PDFファイル）

### 水質保全計画に関するもの
- 琵琶湖に係る湖沼水質保全計画（第7期･2017年3月･PDFファイル）
- 霞ヶ浦に係る湖沼水質保全計画（第7期･2017年3月･PDFファイル）
- 印旛沼に係る湖沼水質保全計画（第7期･2017年3月･PDFファイル）
- 手賀沼に係る湖沼水質保全計画（第7期･2017年3月･PDFファイル）
- 児島湖に係る第7期湖沼水質保全計画（2017年3月･PDFファイル）
- 第7期諏訪湖水質保全計画（2018年3月･PDFファイル）
- 釜房ダム貯水池湖沼水質保全計画（第6期･2013年3月･PDFファイル）。
- 中海に係る湖沼水質保全計画（第6期･2015年3月･PDFファイル）
- 宍道湖に係る湖沼水質保全計画（第6期･2015年3月･PDFファイル）
- 第5期野尻湖水質保全計画（2015年3月･PDFファイル）
- 八郎湖に係る湖沼水質保全計画（第２期）（2014年3月･PDFファイル）-第3期策定中